# جيمس إل. كونوتون
جيمس إل. كونوتون (بالإنجليزية: James L. Connaughton)‏ هو محامي أمريكي، ولد في 1 مايو 1961.

## وصلات خارجية
- جيمس إل. كونوتون على موقع إن إن دي بي (الإنجليزية)